# Waking the Dead (musikalbum)
Walking The Dead är ett L.A. Guns album från 2002. Detta är bandets sista med originalgitarristen Tracii Guns och den första med basisten Adam Hamilton.
Låten "Ok, Let's Roll" handlar om Todd Beamer på Flight 93 under 11 september-attackerna 2001.

## Låtlista
1. Don't Look At Me That Way – 4:00
2. Ok, Let's Roll – 3:54
3. Waking The Dead – 3:23
4. Revolution – 3:26
5. The Ballad – 5:21
6. Frequency – 4:38
7. Psychopathic Eyes – 3:04
8. Hellraisers Ball – 3:23
9. City Of Angels – 3:39
10. Don't You Cry – 4:22
11. Call of the Wild - 3:51 (Bonus)

## Medverkande
- Phil Lewis - sång
- Tracii Guns - gitarr
- Adam Hamilton - bas
- Steve Riley - trummor